# Buchnera ledermannii
Buchnera ledermannii là loài thực vật có hoa thuộc họ Cỏ chổi. Loài này được Pilg. mô tả khoa học đầu tiên năm 1910.